# Сьома холерна пандемія
Сьома холерна пандемія (також VII пандемія холери, англ. seventh cholera pandemic) — чергове поширення холери на значні території, яке розпочалося у 1961 році, максимуму досягло до 1970 року, проте, на відміну від попередніх пандемій, її спричинив V. cholerae біовар El Tor., хоча в останні роки знову реєструють підвищення захворюваності, зумовленої й класичним холерним вібріоном, й іншими серогрупами. У 1992 році у хворих (Бангладеш) виявлено новий варіант холерного вібріона серогрупи О139, який породжує тяжке захворювання, але поки зустрічається тільки в Азії. Нещодавно в деяких частинах Азії та Африки були виявлені нові штами. Результати спостережень дозволяють припустити, що ці штами спричинюють тяжку холеру з вищою летальністю, ніж класичний холерний вібріон і О139. А потім були виявлені в Африці і США вібріони серогрупи 075 і 0141, які зумовлюють таку саме холеру, як і класичний вібріон. Згодом були виявлені ще й гібриди класичного і Ель-Тор вібріонів. Ця пандемія продовжується й дотепер. У ній уражено більше 180 країн. Про те, наскільки міцно вкоренилася холера на цих заражених територіях, свідчить той факт, що з жодної з цих країн хвороба не зникла повністю.
Офіційно вважається, що з 1926 року холера не відновлювалася в СРСР. Однак разом із появою сьомої пандемії у світі, поширення вібріона Ель-Тор відбулось і до СРСР. У 1965 році великий спалах холери був у Каракалпацькій АРСР, його вдалося приховати від світової медичної спільноти. Але пізніше спалах холери радянська влада змушена була зареєструвати у 1970 р. в Одеській області, в Криму, Астраханській області РРСФР, в Аджарській АРСР в складі Грузинської РСР. 
У 1971 році збудник холери Ель-Тор був виявлений у водосховищі під Новосибірськом. У регіоні виникла загроза поширення захворювання. Головний санітарний лікар СРСР того часу Петро Миколайович Бургасов терміново зібрав глав промислових підприємств і звернувся до них з настійним проханням скинути невідкладно в каналізацію всі наявні у них кислотні матеріали, незважаючи на те, що це порушувало закони, які забороняли таке скидання, що могло пошкодити обладнання каналізаційних систем. Потенційна епідемія була відвернена.
З часів повернення незалежності в Україні, у басейні Чорного, Азовського морів, Дніпра, Дністра, Південного Бугу стабільно виявляються холерні вібріони, що свідчить про наявність стійкого природного осередку. У 1991—1996 рр. холеру реєстрували в 14 областях України і м. Севастополі, доходячи до епідемічного рівня в 1994 (845 хворих, летальність 2,6 %) та 1995 (548 випадків, летальність 1,8 %) роках. Найбільш ураженими були південні та центральні регіони країни. У 2011 році у Маріуполі (Донецька область) через випадки холери було введено заборону на купання на пляжах, а також на виловлювання риби та продаж її на ринках.

## Холера у XXI сторіччі
Від початку XXI століття аж дотепер 53 країни світу регулярно щорічно повідомляють у ВООЗ про випадки холери на своїх територіях. Протягом 2013 року загалом 129 064 випадки було зафіксовано у 47 країнах, включаючи 2 102 смерті. Згідно із заявами дослідників щорічно відбувається від 1,4 до 3 млн випадків захворювання на холеру і від 28 до 142 тисяч випадків смерті від неї. Число випадків захворювання за період 2004—2008 років зросло на 24 % порівняно з періодом 2000—2004 рр.
Резонансний спалах холери мав місце в Зімбабве з серпня 2008 року по травень 2009 року. Захворювання спостерігали в 55 з 62 районів країни і було зафіксовано 98 424 випадки холери, включаючи 4 276 зі смертельним результатом (летальність 4,3 %). Однак, враховуючи політичну ситуацію авторитарного режиму і рекордну для світу інфляцію в цій країні, швидше за все цифри були явно занижені.
З початку жовтня по 20 листопада 2010 року Міністерство громадської охорони здоров'я та народонаселення Гаїті повідомило про 60 240 випадки захворювання на холеру, включаючи 1 415 випадків смерті, летальність склала 2,3 %. Місцеві жителі звинуватили у початку й поширенні епідемії непальський загін миротворців ООН. З їх міркувань саме непальці були хворі й заразили водні джерела.
Спалах хвороби, що почався в Демократичній Республіці Конго ще в березні 2011 року, до липня цього ж року було зареєстровано 3 896 випадків захворювання, у тому числі 265 смертельних, при загальній летальності 7 %.
У Республіці Конго за період з 14 червня по 20 липня 2011 року зафіксовано 181 випадок захворювання з летальністю у 3 %.
У Сьєрра-Леоне у 2012 році відбувся спалах холери, що охопив 12 з 13 районів країни, призвів до захворювання 20 736 людей, призвів до 280 смертей (летальність 3,2 %).
184 випадки захворювання на холеру (лише 1 смерть) були зареєстровані у Мексиці в 2013 р..
На 25 травня 2014 року було зареєстровано 586 випадків холери у Південному Судані. Зафіксовано 22 смерті.
11 вересня 2015 року Міністерство охорони здоров'я і соціального забезпечення Республіки Танзанія повідомило ВООЗ про осередки спалаху холери в країні починаючи з липня 2015 року. Зафіксовано загалом у різних районах країни 971 випадок хвороби, зокрема 13 смертей. Збудником, який спричинив цей спалах, є класичний холерний вібріон серогрупи 01, серовар Огава. Станом на 19 жовтня 2015 року кількість захворілих у цій країні зросла до 4 385 осіб, зокрема померло 68. На континентальну частину країні (регіон Дар-Ес-Салам) припадає 72 % випадків, на автономію Занзібар — 28 % Станом на 20 квітня 2016 року кількість захворілих сягнула 24 108 осіб, зокрема померло 385 людей. Були продовжені невідкладні заходи по припиненню епідемії.
В Іраку станом на 8 жовтня 2015 року у різних провінціях країни зафіксовано 1 263 підтверджених випадків холери, яку спричинив вібріон 01-ї серогрупи варіант Інаба. Станом на 22 листопада 2015 року кількість захворілих зросла до 2 810, але при цьому померлих було лише 2. Уряд Іраку, за підтримки ВООЗ та ЮНІСЕФ, завершив перший етап кампанії пероральної вакцинації проти холери. Кампанія, яка закінчилася на другому тижні листопада, дала змогу вакцинувати 229 000 біженців і внутрішньо переміщених осіб (93 % цільової групи населення) у 62 таборах в 13 провінціях. Передбачено провести 2-й етап вакцинації.
З початку 2015 року станом на 29 листопада у Демократичній Республіці Конго зареєстровано 19 705 хворих на холеру, триває черговий після 2011 року спалах цієї хвороби.
ВООЗ протягом 2015 року провела масову вакцинацію оральною холерною вакциною 1 млн людей у 7 країнах, в яких поширення холери є найбільшим. У Бангладеш, Камеруні, Іраку, Малаві, Непалі, Південному Судані та Танзанії за допомогою цієї вакцинації планують захистити вразливе населення на 5 років. У цих країнах щороку переважно серед дітей хвороба забирала життя від 42 до 142 тисяч людей.
Влада Гаїті 7 жовтня 2016 року повідомила світову спільноту про те, що внаслідок урагану «Метью» і спричинених ним тяжких руйнівних наслідків в країні виникла і вирує епідемія холери. Кожного тижня виникає 771 випадок, зареєстровано вже 28559 захворілих. Проводять невідкладні протиепідемічні заходи. У країну доставлено 1 млн доз протихолерної оральної вакцини, застосування якої має допомогти спинити епідемію. Разом з тим, ВООЗ повідомила зменшену кількість зареєстрованих хворих на холеру в країні станом на 25 жовтня — 3423. 8 листопада 2016 року розпочалася вакцинальна кампанія в межах країни, яка покликана була охопити загалом 820 тисяч її мешканців віком від одного року. Кампанія вакцинації охопила 729 тисяч мешканців острова станом на кінець листопада 2016 року. Вакциновано майже 90 % мешканців регіонів з високим ризиком передачі. На цей момент кількість захворілих на холеру сягнула 5800.
Згідно повідомлень ВООЗ в Ємені у 2017 році відбувається тяжка епідемія холери, яка виникла через серйозну гуманітарну кризу, що призвела до того, що абсолютна більшість населення немає доступу до чистої питної води, а та, що є в наявності, забруднена холерним вібріоном, бо раніше велику кількість незнешкоджених відходів було змито інтенсивними дощами до водойм, звідки мешканці країни беруть воду. Станом на 27 квітня 2017 року від холери померло 51 людина, а захворіло 2752 людини. За оцінками ВООЗ 7,6 мільйона мешканців Ємену живуть в районах з високим ризиком передачі холери. ВООЗ швидко розподіляє медикаменти та предмети медичного призначення, в тому числі холерні комплекти, суміші для пероральної регідратації і внутрішньовенні сольові розчини, а також медичні меблі й обладнання для центрів лікування. До вже існуючих таких центрів створено додатково ще 10 у постраждалих районах. ВООЗ також надає підтримку органам охорони здоров'я для встановлення кабінетів оральної регідратації з метою амбулаторного лікування легкої і помірної дегідратації внаслідок холерної діареї. Хворих з тяжким клінічним перебігом будуть направляти до центрів лікування діареї. Здійснюють інтенсивні заходи, спрямовані на хлорування зараженої води. Станом на 24 червня 2017 року кількість підозрілих на холеру випадків в країні досягла 200 тисяч, а померлих від неї — 1300, серед яких багато дітей, і їхня кількість продовжує зростати. Ця епідемія є найгіршою в світі на сьогодні. ЮНІСЕФ та ВООЗ вживають усіх заходів для розширення засобів профілактики та лікування. Але без вирішення політичної і гуманітарної кризи в країні вирішити проблему неможливо. За 2 роки конфлікту відбулось знищення систем охорони здоров'я, води та санітарії, через що 14,5 мільйонів жителів не мають регулярного доступу до чистої води та санітарних засобів, що збільшує здатність захворювання поширюватися й надалі. Зростання темпів недоїдання послабило здоров'я дітей і зробило їх більш вразливими до хвороб. Станом на 19 липня 2017 року в країні зафіксовано 362 545 захворілих з підозрою на холеру. Померло 1817 з них. Хвороба поширилася на 21 гувернорат Ємену. Індекс смертності знизився до 0,5 %. Удалося розгорнути в країні 47 центрів з лікування з 50 запланованих. Станом на 26 липня 2017 року в країні зареєстровано 408 583 випадки хвороби, зокрема 1885 смертей. Хворобу було виявлено у 21 з 23-х провінцій країни, у 296 з 333 районів країни. Станом на 14 серпня 2017 року кількість захворілих у країні сягнула півмільйона осіб, померлих більше 2000. Захворюваність зростає із швидкістю до 5000 випадків на день. Поширення холери в деяких районах значно сповільнилося, проте захворювання все ще поширюється у нещодавно постраждалих районах, де спостерігається велика кількість випадків захворювання. Зруйнована система охорони здоров'я Ємену намагається впоратися, при цьому більше половини всіх закладів охорони здоров'я закриті через пошкодження, знищення чи відсутність коштів. Дефіцит ліків і медичних препаратів є стабільним та поширеним, і близько 30 тисяч працівників охорони здоров'я не отримували зарплат протягом майже року. Майже 15 мільйонів мешканців країни не можуть отримати базову медичну допомогу. ВООЗ та її партнери створюють клініки для лікування холери, реабілітують установи охорони здоров'я, постачають медичні засоби та підтримують національні зусилля з реагування на епідемію. Станом на 19 листопада від початку епідемії 27 квітня 2017 року зареєстровано 945 362 захворілих, померло 2211 (0,23 %). Захворюваність складає 343,26 на 10000. 27,8 % захворілих складають діти до 5 років. Уражено 96 % гувеноратів і 92 % районів країни. Станом на 11 лютого 2018 року від початку епідемії 27 квітня 2017 року зафіксовано 1 059 970 випадків, 2258 з яких закінчилися смертю (0,21 %). Захворюваність у середньому в країні сягає 382,7 на 10000. Діти до 5 років складають 28,8 % від усіх випадків. Відзначається позитивна динаміка епідемії — у 123 до того уражених районів з 305 не виявлено жодного випадку за останні 3 тижні. У 2018 році вдалося зменшити рівень захворюваності на холеру — якщо 2017 року за один тиждень фіксували понад 50 тисяч нових випадків захворювання, то 2018 їхня кількість скоротилася до 2,5 тисяч. Серед інших протиепідемічних заходів була застосована розгорнута за допомогою Міністерства міжнародного розвитку Великої Британії система, що дозволила гуманітарним працівникам передрікати за кілька тижнів спалахи хвороби, всього лише слідкуючи за прогнозами злив. Метеорологічний офіс (Національна служба погоди Великої Британії) складає прогноз дощів для Ємену. Використовуючи свої суперкомп'ютери, він визначає кількість опадів, які випадуть, і вказують на ділянки землі радіусом 10 км, де пройде дощ, оскільки дощі заливають каналізаційну систему та поширюють збудників. Прогнози використовуються в поєднанні з комп'ютерною моделлю. Це здатне виявити можливі осередки за 4 тижні від їхнього формування і вчасно застосувати всі протиепідемічні заходи
12 липня 2017 року ВООЗ повідомила про спалах холери в штаті Квара в Нігерії, де з 23 квітня 2017 року станом на 30 червня зареєстровано 1558 випадків захворювання, зокрема 11 смертей. Медичні організації і влада країни разом з міжнародними медичними інституціями проводять необхідні протиепідемічні заходи.
21 липня 2017 року ВООЗ повідомила, у Кенії йде друга хвиля епідемії холери, яка триває з 2 квітня 2017 року і охопила 8 регіонів країни. Перша хвиля відбулася протягом жовтня 2016 року до початку квітня 2017, коли епідемію було стабілізовано. Але з початку квітня відбувся новий підйом захворюваності, станом на 17 липня 2017 року зафіксовано 1216 випадків включаючи 14 смертей. У хворих виявлено холерний вібріон варіанту Огава. Проводяться усі необхідні протиепідемічні заходи.
ВООЗ повідомила, що у Сомалі триває з січня 2017 року епідемія холери, на 28-й тиждень її у 15 регіонах країни зареєстровано 58 524 випадки, зокрема 812 смертей. Тривають необхідні протиепідемічні заходи.
ВООЗ повідомила, що з 28 вересня по 7 грудня 2017 року в Замбії зафіксовано 547 випадків холери, 15 хворих померло (летальність 1.8 %). Тривають протиепідемічні заходи.
ВООЗ повідомила, що з 1 січня до 29 листопада 2017 року в 7 районах Кенії зафіксовано 3967 випадків хвороби, 76 з яких закінчилися смертю (летальність 1,9 %). Незважаючи на протиепідемічні заходи продовжується стала передача переважно в таборах для біженців
ВООЗ повідомила, що з 14 серпня 2017 року до 11 лютого 2018 року в Мозамбіку в двох провінціях країни зафіксовано спалах холери, захворіло 1790 осіб, померла одна людина (летальність 0,06 %).
ВООЗ повідомила, що в Демократичній Республіці Конго виявлено з 25 листопада 2017 року станом на 23 лютого 2018 1065 випадків холери, включаючи 43 смерті (летальність 4 %). Проводяться необхідні протиепідемічні заходи включаючи оральну вакцинацію
ВООЗ повідомила, що У Нігері виявлено від 15 липня 2018 року по 1 жовтня 3692 випадків хвороби, зокрема 68 з них закінчилися смертю (летальність 1,8 %). Проводяться протиепідемічні заходи
ВООЗ повідомила, що з 6 вересня 2018 року триває спалах холери в столиці Зімбабве Хараре, зафіксовано 8535 випадків, в тому числі 50 з них закінчилися смертю (летальність 0,6 %). Проводяться інтенсивні протиепідемічні заходи включаючи масову пероральну вакцинацію